# سویتال
سویتال (انگلیسی: Cevital) شرکت خوشه‌ای الجزایری است، که در سال ۱۹۹۸ تأسیس شد.